# Slough Town F.C.
Slough Town FC là một câu lạc bộ bóng đá có trụ sở tại Slough, Berkshire, Anh. Có biệt danh "The Rebels", đội bóng hiện thi đấu tại National League South.

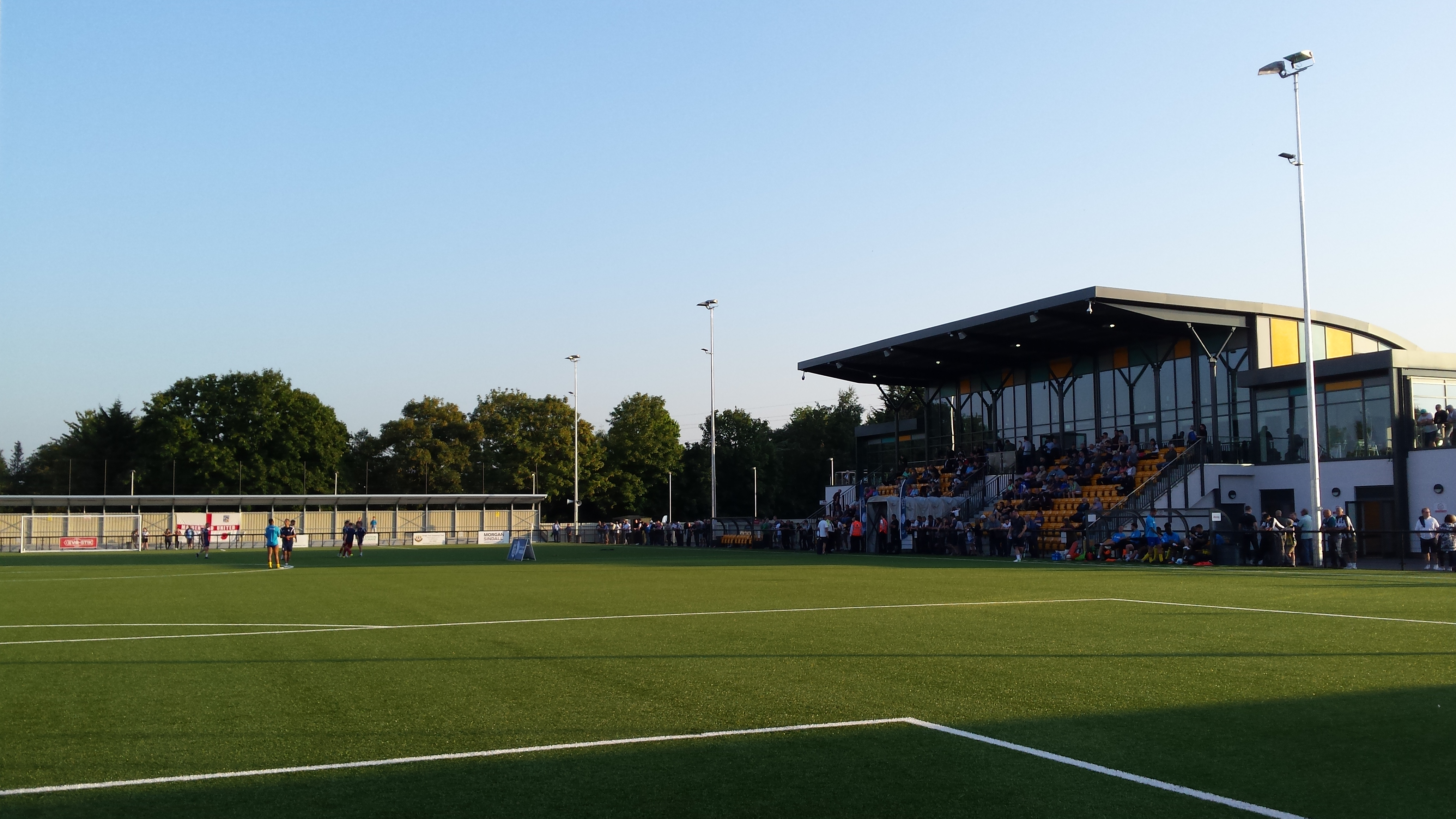
Sân vận động Arbour Park năm 2017

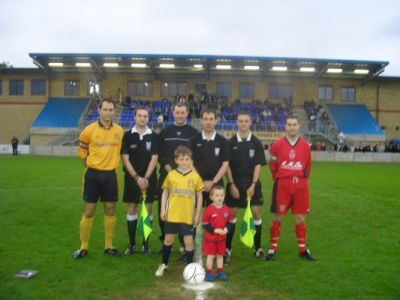
Slough Town thi đấu trước Hampton & Richmond Borough trong trận chung kết Isthmian League Cup năm 2005.

## Danh hiệu
- Berks & Bucks Senior Cup

Nhà vô địch các mùa giải (11) 1902–03, 1919–20, 1923–24, 1926–27, 1935–36, 1954–55, 1970–71, 1971–72, 1976–77, 1980–81, 2018–19.

## Thành tích
- Chiến thắng đậm nhất tại hạng đấu: 17–0 trước Railway Clearing House, Thứ Bảy ngày 4 tháng 3 năm 1922.
- Chiến thắng đậm nhất tại Cúp: 16–0 trước Wolverton, Thứ Bảy ngày 7 tháng 12 năm 1935.
- Thất bại đậm nhất tại hạng đấu: 0–9 trước AFC Wimbledon, Thứ Bảy ngày 31 tháng 3 năm 2007.
- Thất bại đậm nhất tại Cúp: 1–11 trước Chesham Town Thứ Bảy ngày 5 tháng 2 năm 1910.
- Phí chuyển nhượng kỷ lục đã trả: 18,000 bảng đến Farnborough Town cho cầu thủ Colin Fielder năm 1991.
- Phí chuyển nhượng kỷ lục đã nhận: 25,000 bảng từ Brentford cho cầu thủ Lloyd Owusu năm 1998.
- Thành tích tốt nhất tại FA Cup: Vòng hai các mùa giải (8) 1970–71, 1979–80, 1982–83, 1985–86, 1986–87, 2004–05, 2017–18, 2018–19.
- Thành tích tốt nhất tại FA Trophy: Bán kết các mùa giải 1976–77, 1997–98.
- Thành tích tốt nhất tại FA Amateur Cup: Chung kết mùa giải 1972–73.